# Théodore Ier Calliopas
Théodore Ier Calliopas (en grec : Θεόδωρος Καλλιοπάς) est deux fois exarque de Ravenne (643-645 puis 653-666).
Rien n'est connu à propos de son premier mandat excepté qu'il succède à Isaac en 643 et qu'il est remplacé par Platon vers 645.
À la suite de la mort de l'exarque Olympios en 652, il redevient exarque de Ravenne. Théodore reçoit les ordres déjà donnés à son prédécesseur d'arrêter le pape Martin Ier. L'exarque entre à Rome en 653 avant de capturer le pape avec l'aide d'un détachement de soldats, de l'expulser du Latran et de l'envoyer sur un navire vers Naxos. Théodore tente ensuite sans succès de convaincre les Romains d'élire un nouveau pape et l'élection du pape Eugène Ier n'aura lieu qu'en 654. Avant 666, Grégoire II succède à Théodore comme exarque.